# آرتور هنری هالم
آرتور هنری هالم (انگلیسی: Arthur Hallam; ۱ فوریهٔ ۱۸۱۱ – ۱۵ سپتامبر ۱۸۳۳) شاعر اهل پادشاهی متحد بریتانیای کبیر و ایرلند بود. هالم دوست نزدیک ملک الشعرای انگلستان آلفرد تنیسون و نامزد خواهر او امیلی بود و بیشتر برای مرثیه‌ای شناخته می‌شود که تنیسون پس از درگذشت ناگهانی او سرود (به یادبود آ.ه.ه.). از او با عنوان jeune homme fatal (در فرانسوی به معنای مرد جوان ناکام) یاد می‌شود.